# Freddy Van Oystaeyen
Freddy Van Oystaeyen, auch Fred Van Oystaeyen, (* 1947 in Antwerpen) ist ein belgischer Mathematiker, der sich mit Algebra befasst.
Van Oystaeyen wurde 1972 an der Freien Universität Amsterdam bei Willem Kuijk promoviert (Specialization of fields). Er ist seit 1975 Professor an der Universität Antwerpen, an der er inzwischen emeritiert ist.
Er gilt als einer der Pioniere in nichtkommutativer algebraischer Geometrie.
Zu seinen Doktoranden gehören Michel Van den Bergh und Alain Verschoren.

## Schriften
- Virtual topology and functor geometry, Chapman & Hall, 2008
- mit Constantin Nastasescu: Methods of graded rings, Lecture Notes in Mathematics 1836, Springer, 2004
- Algebraic geometry for associative algebras, M. Dekker, New York, 2000,
- mit A. Verschoren: Relative invariants of rings: the noncommutative theory, M. Dekker, New York, 1984
- mit A. Verschoren: Relative invariants of rings: the commutative theory, M. Dekker, New York, 1983
- mit Alain H.M.J. Verschoren: Non-commutative algebraic geometry: an introduction, Springer-Verlag, 1981
- mit A. Verschoren: Reflectors and localization : application to sheaf theory, M. Dekker, New York, 1979
- Prime spectra in non-commutative algebra, Springer-Verlag, 1975
- mit L. Le Bruyn, Michel Van den Bergh: Graded orders, Birkhäuser 1988